# Houtsnijwerk van de Zafimaniry

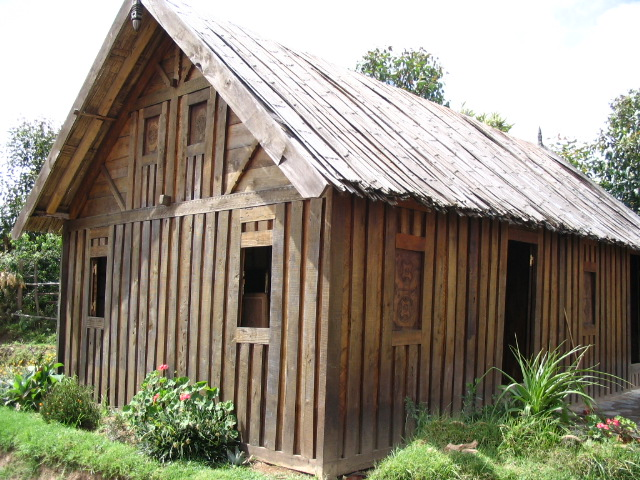
Een Zafimaniry-huis

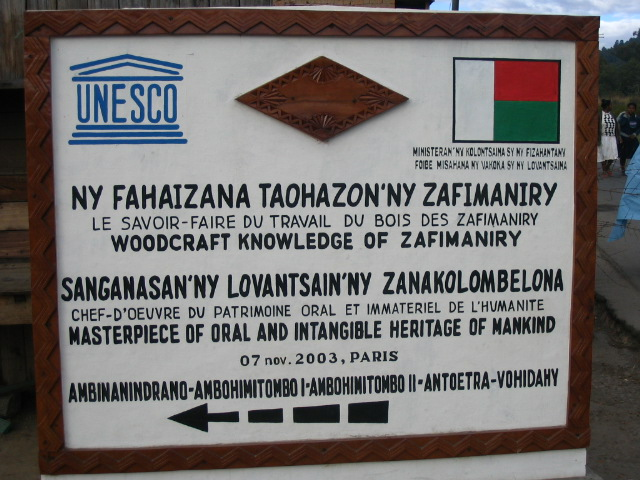
Vermelding van UNESCO

De kennis van houtsnijwerk van de Zafimaniry of het heilige hout van de Zafimaniry uit Madagaskar staat sinds 2003 vermeld op de Lijst van Meesterwerken van het Orale en Immateriële Erfgoed van de Mensheid van UNESCO. De traditie, overgedragen van de ene generatie op de volgende, is zichtbaar op elk gebouw en elk voorwerp van hout. 
De houten huizen worden in drie maanden gebouwd en er wordt geen enkele spijker gebruikt, enkel planken en haringen. Op deuren en ramen staan geometrische patronen, die familieverbanden weergeven. De honingraat vertegenwoordigt de gemeenschap. De stichter van de lijn vindt altijd zijn plek in de meest heilige hoek van het dorp, het noordoosten. In het huis is het bed in het noordoosten, de entree en de onbelangrijke voorwerpen zijn geplaatst in het westen. Er worden twintig verschillende soorten hout gebruikt door de dorpelingen, elk gereserveerd voor een specifiek doel. 